# Harvey Kurtzman
Harvey Kurtzman ([/ˈkɜːrtsmən/]), född 3 oktober 1924 i Brooklyn, USA, död 21 februari 1993 i Mount Vernon, USA, var en amerikansk serieskapare. Han är känd för sitt arbete för Mad Magazine, Help! och seriestripparna om Little Annie Fanny.

## Galleri

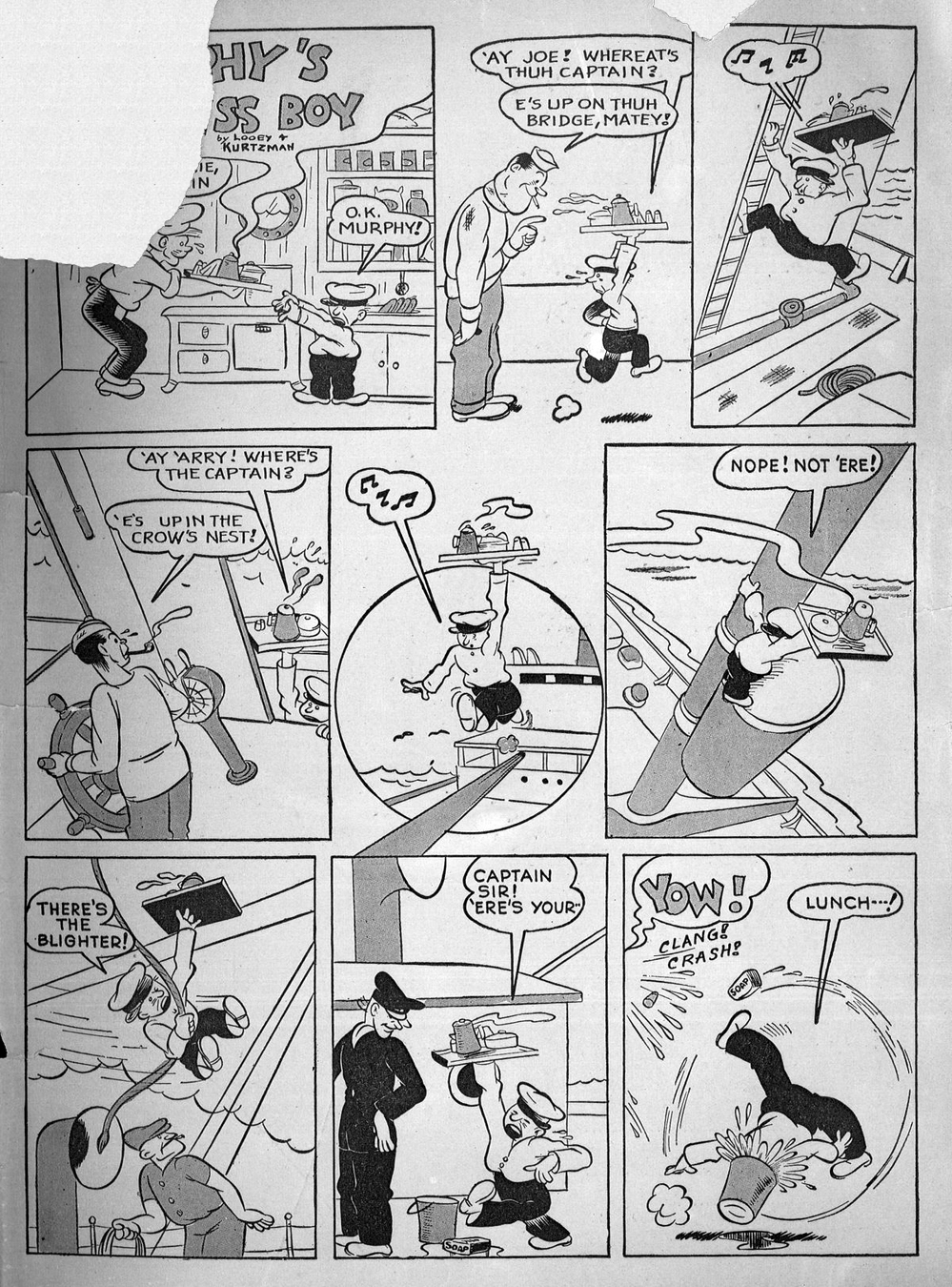
Sidan 67 ur Four Favorites nummer 8 (1942).
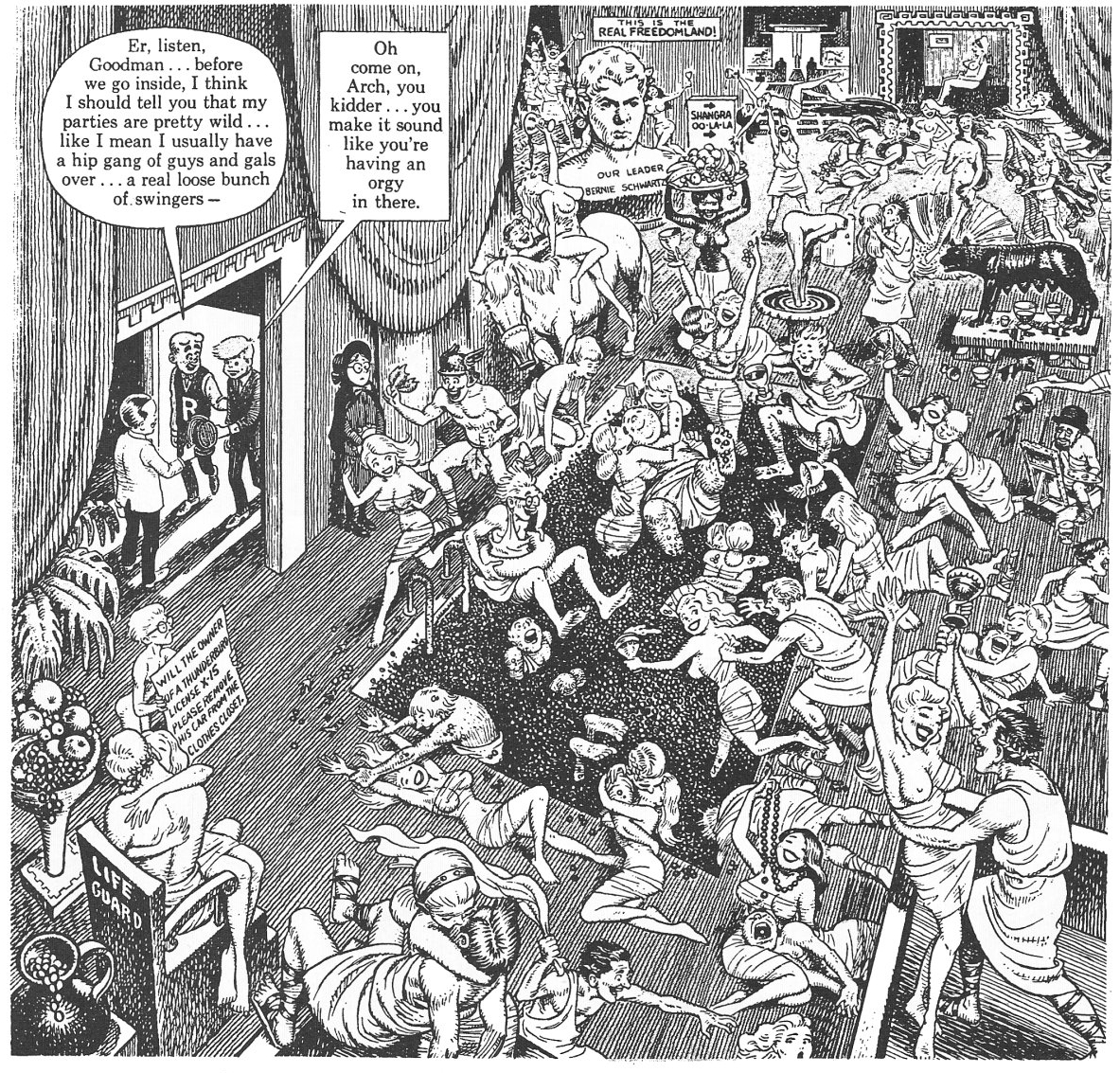
Första serierutan från sidan 4 ur Goodman Goes Playboy i Help! nummer 13 (1962).